# Tootsie
Tootsie este un film american de comedie din 1982 regizat de Sydney Pollack. În rolurile principale interpretează actorii Dustin Hoffman și Jessica Lange, iar în alte roluri apar actorii Teri Garr, Dabney Coleman, Charles Durning, Geena Davis, Bill Murray și producătorul/regizorulSydney Pollack. Scenariul filmului Tootsie a fost realizat de Larry Gelbart, Barry Levinson (necreditat), Elaine May (necreditat) și Murray Schisgal după o poveste de Gelbart.

## Distribuție
- Dustin Hoffman este Michael Dorsey / Dorothy Michaels
- Jessica Lange este Julie Nichols
- Teri Garr este Sandy Lester
- Dabney Coleman este Ron Carlisle
- Charles Durning este Leslie "Les" Nichols
- Bill Murray este Jeff Slater
- Sydney Pollack este George Fields
- George Gaynes este John Van Horn
- Geena Davis este April Page
- Doris Belack este Rita Marshall
- Lynne Thigpen este Jo
- Estelle Getty este Femeia de vârstă medie